# Trigonidium languidum
Trigonidium languidum är en insektsart som beskrevs av Otte, D. 1994. Trigonidium languidum ingår i släktet Trigonidium och familjen syrsor. Inga underarter finns listade i Catalogue of Life.